# Municipio de Camagüey
Municipio de Camagüey är en kommun i Kuba.   Den ligger i provinsen Provincia de Camagüey, i den östra delen av landet, 500 km öster om huvudstaden Havanna.